# Wanamaker (South Dakota)
Koordinaten: 43° 28′ N, 101° 21′ W
Wanamaker ist eine Geisterstadt im Jackson County, im US-Bundesstaat Süd-Dakota.

## Geschichte
Im Jahre 1914 wurde in Wanamaker eine Poststation eröffnet, die bis zum Jahre 1951 in Betrieb war.  
Benannt wurde der Ort nach John Wanamaker, einem amerikanischen Kaufhausbesitzer und Postminister.